# Кельн, Артур Робертович
Артур Робертович Кельн (1928 — ?) — советский инженер в области производства сажи, лауреат Ленинской премии.
После окончания Омского сажевого техникума (1953) работал на Омском сажевом заводе: начальник цеха (1953—1960), зам. главного инженера и главный технолог (1960—1962), с 1962 главный инженер.
Ленинская премия 1963 года — за разработку процесса и промышленной технологии получения печной активной высокодисперсной сажи ПМ-70 из жидких углеводородов.